# ハインド (小惑星)
ハインド (1897 Hind) は、小惑星帯の小惑星である。
1971年10月26日にベルゲドルフのハンブルク天文台でチェコの天文学者ルボシュ・コホーテクが発見した。
小惑星 (7) イリスなどを発見したイギリスの天文学者ジョン・ラッセル・ハインド（John Russell Hind, 1823年 - 1895年）に因んで命名された。